# 大石直正
大石 直正（おおいし なおまさ、1931年5月31日 - 2021年6月8日）は、日本史学者。東北学院大学名誉教授。

## 経歴
東京生まれ。東北大学文学部国史学科卒、1960年同大学院文学研究科博士課程単位取得退学、東北大学助手、香川大学助手、講師、助教授、1968年東北学院大学文学部助教授、1975年教授。2005年定年、名誉教授。
2021年6月8日、老衰のため死去。

## 著書
- 『奥州藤原氏の時代』吉川弘文館 2001、オンデマンド版　2023、ISBN　9784642723602
- 『中世北方の政治と社会』校倉書房 2010

### 共編著
- 『日本歴史要義』山本大,田中歳雄共著 明玄書房 1977
- 『中世奥羽の世界』小林清治共編 東京大学出版会 UP選書 1978　「新装版」吉川弘文館　2022　ISBN　9784642084086
- 『よみがえる中世 7 みちのくの都多賀城・松島』入間田宣夫共編 平凡社 1992
- 『宮城県の歴史』渡辺信夫,今泉隆雄,難波信雄共著 山川出版社 県史 1999
- 『日本の歴史 第14巻　周縁から見た中世日本』高良倉吉,高橋公明共著 講談社 2001 のち講談社学術文庫
- 『中世奥羽と板碑の世界』川崎利夫共編 高志書院 奥羽史研究叢書 2001
- 『展望日本歴史 9 中世社会の成立』柳原敏昭共編 東京堂出版 2001
- 『平泉と奥州道中』街道の日本史 難波信雄共編 吉川弘文館 2003
- 『仙台・松島と陸前諸街道』街道の日本史 難波信雄共編 吉川弘文館 2004
- 『陸奥国の戦国社会』小林清治共編 高志書院 奥羽史研究叢書 2004
- 『平泉・遠野・盛岡散歩24コース』編 山川出版社 2006
- 『南北朝遺文 東北編』第1-2巻 七海雅人共編 東京堂出版 2008-2011

記念論集
- 『六軒丁中世史 大石直正先生還暦記念』大石直正先生還暦祝賀実行委員会 1991

## 論文
- 大石直正